# Ruckdämpfer (Sportschifffahrt)

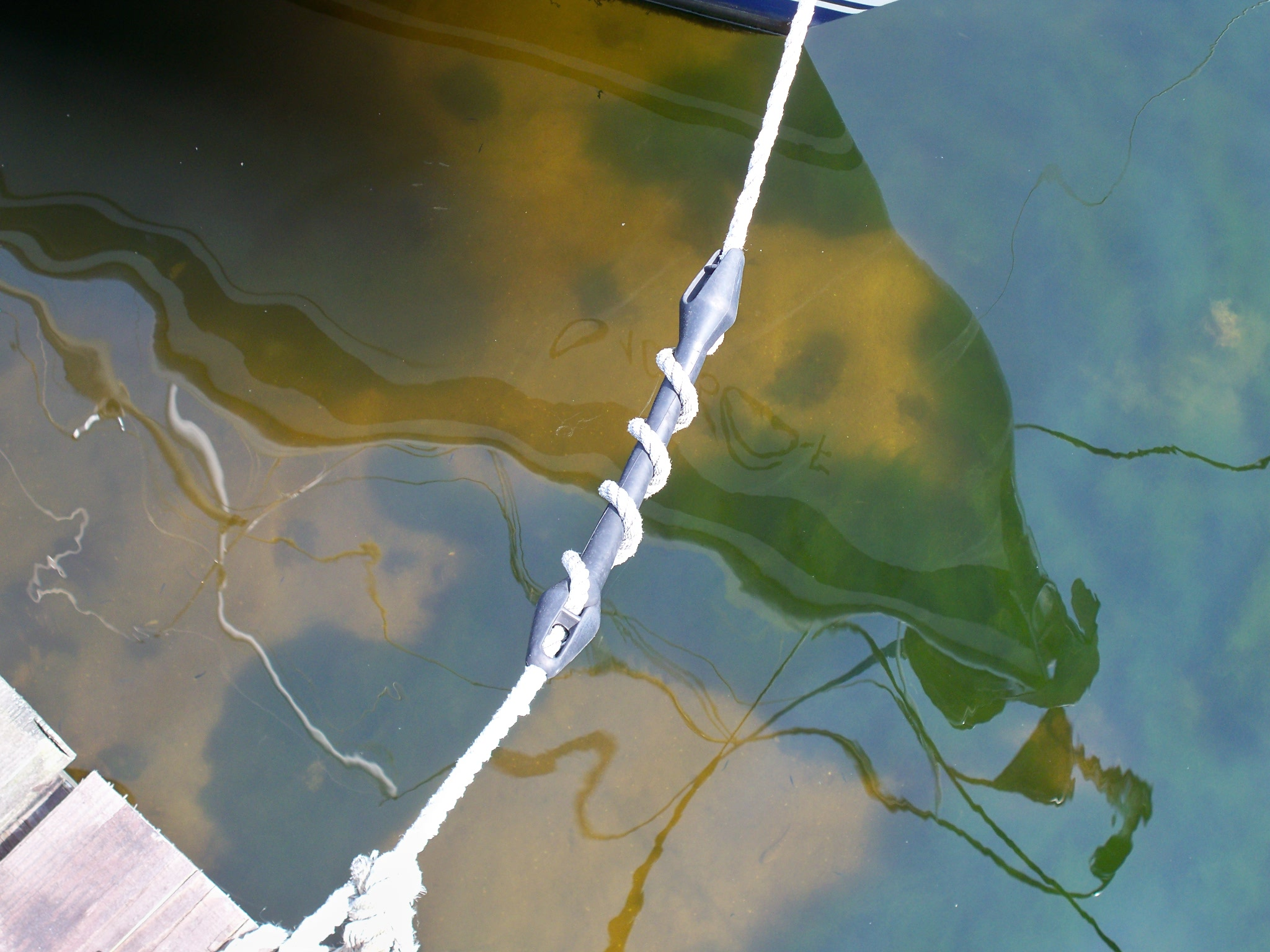
Ruckdämpfer mit Windungen

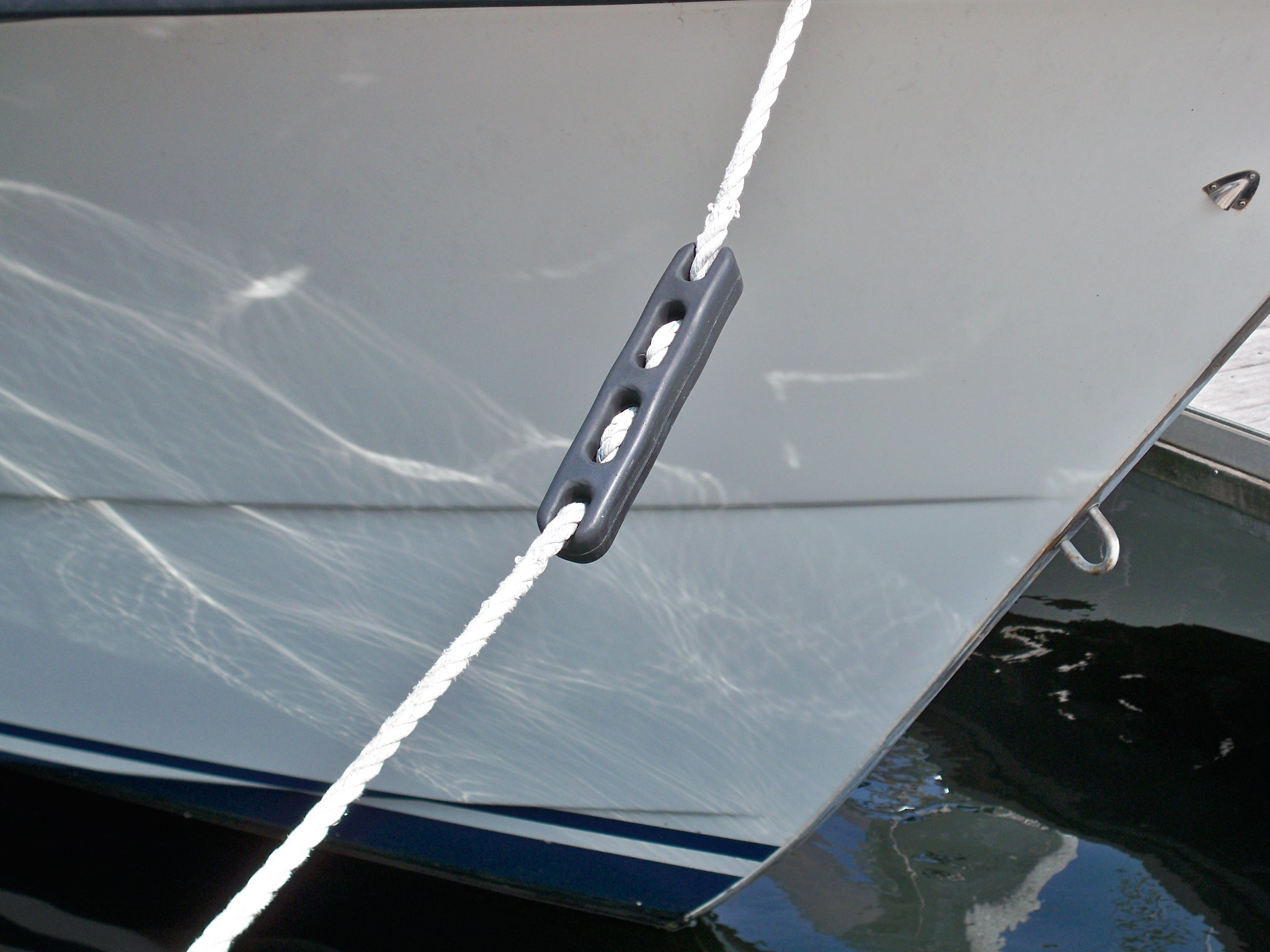
Klassischer Ruckdämpfer

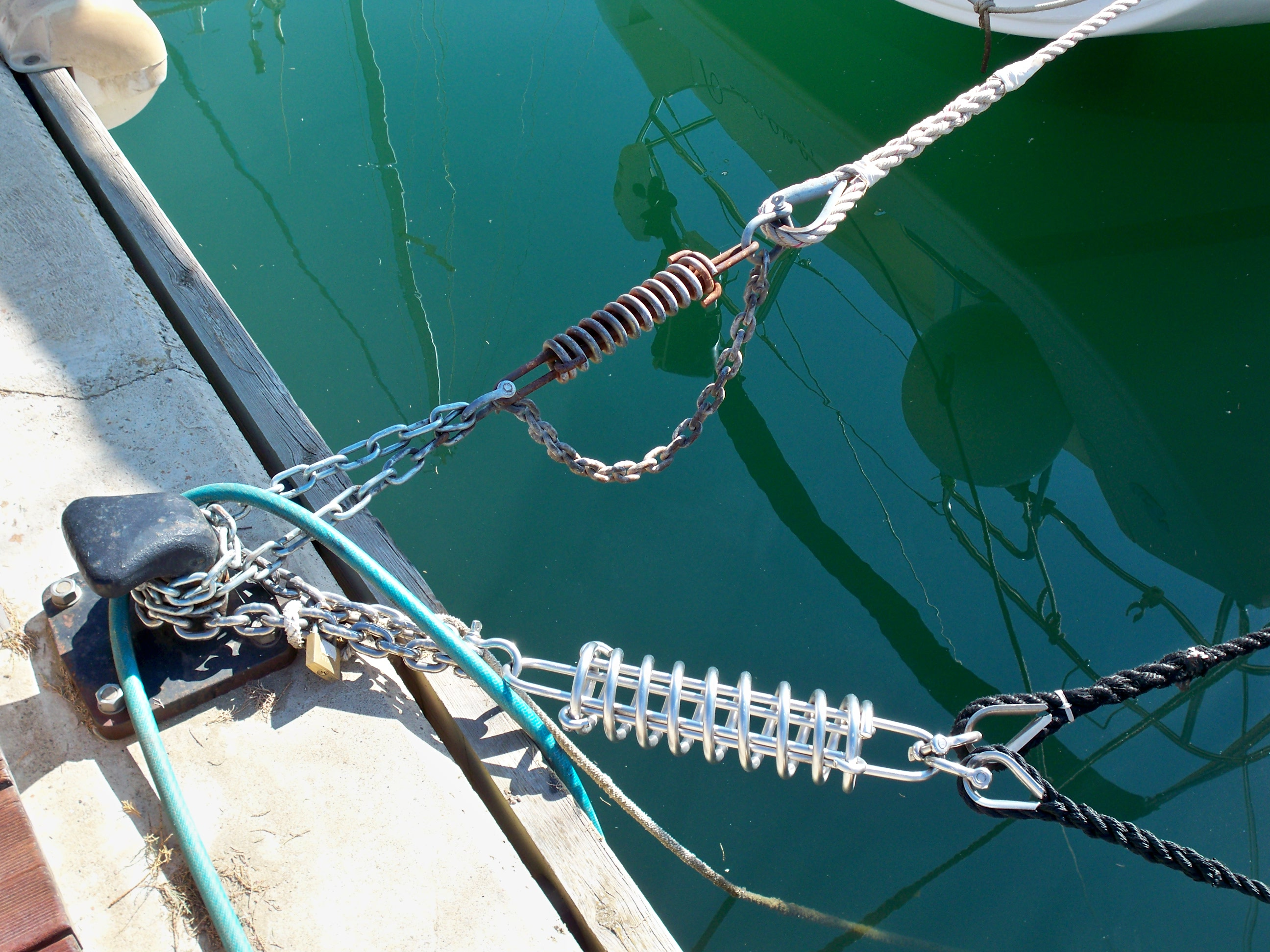
Anlegefedern

Ruckdämpfer, Anlegefedern und Zugdämpfer werden bei Festmacherleinen von Yachten und sonstigen kleinen Booten verwendet, um starke Ruckbewegungen, verursacht durch Sog und Wellenschlag, zu dämpfen.
Festmacherleinen von Yachten werden, im Gegensatz zur Berufsschifffahrt, nicht fest gespannt und hängen in der Regel leicht durch, damit sich das relativ leichte Boot immer etwas bewegen kann. Der Ruckdämpfer fungiert dabei als elastische Stelle, die sich bei ruckartiger Belastung auseinanderdehnt und die Zugenergie langsam auf die Festmacherleine und Klampe an Bord übergibt. Beschädigungen durch extreme Belastungen werden dadurch minimiert.

## Ausführungen
- Ruckdämpfer aus Ethylen-Propylen-Dien-Kautschuk (EPDM) sind einfach zu montieren, widerstehen stürmischem Wetter und sind unempfindlich gegen UV-Strahlung und Meerwasser. Durch die Anzahl der Windungen kann die Dehnung des Ruckdämpfers den Gegebenheiten des Liegeplatzes angepasst werden.
- Klassische Ruckdämpfer, auch Ruckfender genannt, sind ebenfalls aus EPDM und entsprechend widerstandsfähig. Der Grad der Dämpfung lässt sich aber nicht variieren.
- Anlegefedern sind in der Dehnung beschränkte Federn aus Stahl oder Edelstahl. Setzt man sie zwischen einer an Land befestigten Kette und der Festmacherleine ein, ist die Leine zusätzlich vor Schamfilung geschützt. Ältere Metallfedern neigen jedoch zu lästigen Geräuschen.
- Zugdämpfer („Bungy“ oder „Smart Snubber“) werden einzeln oder mehrfach auf dem Festmacher montiert, ohne dass ein freies Ende benötigt wird. Der Grad der Dämpfung kann nachträglich variiert werden.
- Fertig konfektionierte Festmacherleinen mit integriertem Ruckdämpfer.